# 낱은하
낱은하(Field galaxy)는 거대한 은하단에 포함되어있지 않고, 중력적으로 혼자인 은하를 말한다. 은하의 대략 80% 정도는 은하단이나 은하군의 중심부로부터 5 Mpc 내에 존재한다. 대부분의 낮은 표면밝기 은하가 낱은하이다.

## 같이 보기
- 공동 은하